# Order Krzyża Świętego Rajmunda z Penafort
Order Krzyża Świętego Rajmunda z Penafort (hiszp. Orden de la Cruz de San Raimundo de Peñafort) – hiszpańskie, cywilne odznaczenie państwowe utworzone w 1944 przez gen. Francisco Franco. Zostało nazwane imieniem św. Rajmunda z Penafort (1180–1275), patrona prawników, kanonizowanego w 1601.
Order został ustanowiony dla nagradzania zasług prawników, sędziów, adwokatów i innych pracowników służb sądowych, a także specjalistów prawa kanonicznego.
Order dzieli się pięć klas:
- Krzyż Wielki (Gran Cruz), łańcuch i wielka wstęga z gwiazdą,
- Krzyż Honorowy (Cruz de Honor), łańcuch z gwiazdą,
- Krzyż I Klasy (Cruz Distinguida de 1ª Clase), komandoria z gwiazdą,
- Krzyż II Klasy (Cruz Distinguida de 2ª Clase), komandoria,
- Krzyż (Cruz Sencilla), na wstążce,

oraz trzy medale:
- Złoty Medal Zasługi Prawnej (Medalla de Oro del Mérito a la Justicia), na wstążce,
- Srebrny Medal Zasługi Prawnej (Medalla de Plata del Mérito a la Justicia), na wstążce,
- Brązowy Medal Zasługi Prawnej (Medalla de Bronce del Mérito a la Justicia), na wstążce.

Właściwym insygnium orderu jest srebrem obramowany, zakończony srebrnymi kulkami krzyż biało emaliowany wzoru maltańskiego. Między ramionami krzyża wstawione są cztery „ósemki” zbudowane ze srebrnych wstążek. Za krzyżem jest umieszczony pionowo miecz w dół. W środku krzyża znajduje się wizerunek św. Rajmunda z Penafort na błękitnej wstędze z inskrypcją: „IN IURE MERITA” („W PRAWIE ZASŁUGA”). Na pionowych ramionach krzyża znajduje się napis: „S. RAYMUNDUS PENNAFORT”.